# سرة ويان (مقاطعة تشرداول)
سرة ويان (بالفارسية: سره ویان) هي قرية تقع في قسم زردلان الريفي (مقاطعة تشرداول) في إيران. يقدر عدد سكانها بـ 39 نسمة بحسب إحصاء 2016.